# Dhammapada
A dhammapada (páli: धम्मपद Dhammapada; szanszkrit: Dharmapada) a történelmi Buddha mondásaiból készített versek gyűjteménye, amely a théraváda páli kánon részét képező Szutta-pitaka ötödik kosarában, a Khuddaka-nikájában található. Ez az egyik legközismertebb buddhista szöveg.
A hagyomány szerint a kánont (Tipitaka) az első buddhista tanácskozás során rögzítették páli nyelven, azonban valószínűbb, hogy a ma ismert végső formáját valamikor a második és a Harmadik buddhista zsinat közötti időszakban nyerte el. A 423 időmértékes versből (anustubh és tristubh) álló mű sokféle forrásból származik, ezért stílusa olykor szárazabb, máskor pedig emelkedettebb.

## Címe
A "Dhammapada" két szóból tevődik össze: dhamma és pada. Mindkettőnek többféle meghatározása létezik. Általában a dhamma utalhat Buddha tanításaira, egy "örök igazságra", vagy "minden jelenség összességére". A pada kifejezés jelentése "láb", azonban főleg ebben a szövegkörnyezetben jelenthet "ösvényt" vagy "verset" (például "versláb") vagy mindkettőt. Magyar fordításai: Az erény útja (Fórizs László), A Tan ösvénye (Vekerdi József), A törvény útja (Oborny Beáta, Szendrő Csaba).

## Története
A buddhista hagyományban a Dhammapadát Gautama Buddhának tulajdonítják. A teljes szöveg a Khuddaka-nikája része, amely a Szutta-pitaka egyik könyve. Azonban a versek több mint fele a páli kánon egyéb szövegeiben is megtalálható. Buddhagósza, 5. századi indiai tudós szövegei 305 történeten keresztül magyarázzák ezeket a költeményeket.
Annak ellenére, hogy a páli kiadás a legismertebb, léteznek egyéb változatok is:
- a "gandhárai Dharmapada" – valószínűleg a dharmaguptaka vagy a kásjapíja iskoláktól származik,[7] amelyet karosti írással jegyeztek le[8]
- "Patna Dharmapada" – buddhista hibrid szanszkrit verzió,[9] amelyet feltehetően a szammitíja szekta készített[10]
- "Udánavarga" – egy múlaszarvásztiváda vagy szarvásztiváda szöveg,[11][12] amelynek létezik 3 szanszkrit verziója és egy tibeti fordítása[13]
- "Mahávasztu" – egy lokottaraváda szöveg, amelyben a páli Dhammapada Sahassa Vagga (Ezer) és Bhikkhu Vagga (szerzetes) verseivel párhuzamos versek szerepelnek.[14]
- "Facsiu csing" – 4 kínai má, amely közül az egyik a páli verzió fordításának egy kibővített változata.

## Felosztása
A páli Dhammapada 423 verse 26 fejezetre van felosztva (Vekerdi József fordítása): 
1. Iker-versek
2. Törekvés
3. Gondolat
4. Virágok
5. Balgák
6. Bölcsek
7. Szentek
8. Ezer
9. Gonoszság
10. Ütés
11. Öregség
12. Önmaga
13. Világ
14. Megvilágosultak
15. Boldogság
16. Vonzódás
17. Harag
18. Szenny
19. Törvényben járók
20. Út
21. Különfélék
22. Pokol
23. Elefánt
24. Szomj
25. Szerzetes
26. Bráhmana

### Fordítások
- Fórizs László fordítása, 1994
- www.terebess.hu – Vekerdi József fordítása – Terebess Kiadó, Budapest, 1999
- Vekerdi József fordítása – Terebess Kiadó, Budapest, 1999
- Dhammapada – Az erény útja – Páli nyelvből fordította Fórizs László, Aruna Ratanagiri Buddhist Monastery, Northumberland, 2012
- www.ujakropolisz.hu – Dhammapada – A törvény útja (ford.: Oborny Beáta, Szendrő Csaba)
- by Max Müller (1881) a Wikiforrás oldalán (angolul)
- www.accesstoinsight.org – ford: Thánisszaró (1997) (angolul)